# Medicago arabica
Medicago arabica (trébol manchado, lucerna de Arabia) es una especie leguminosa del género Medicago.

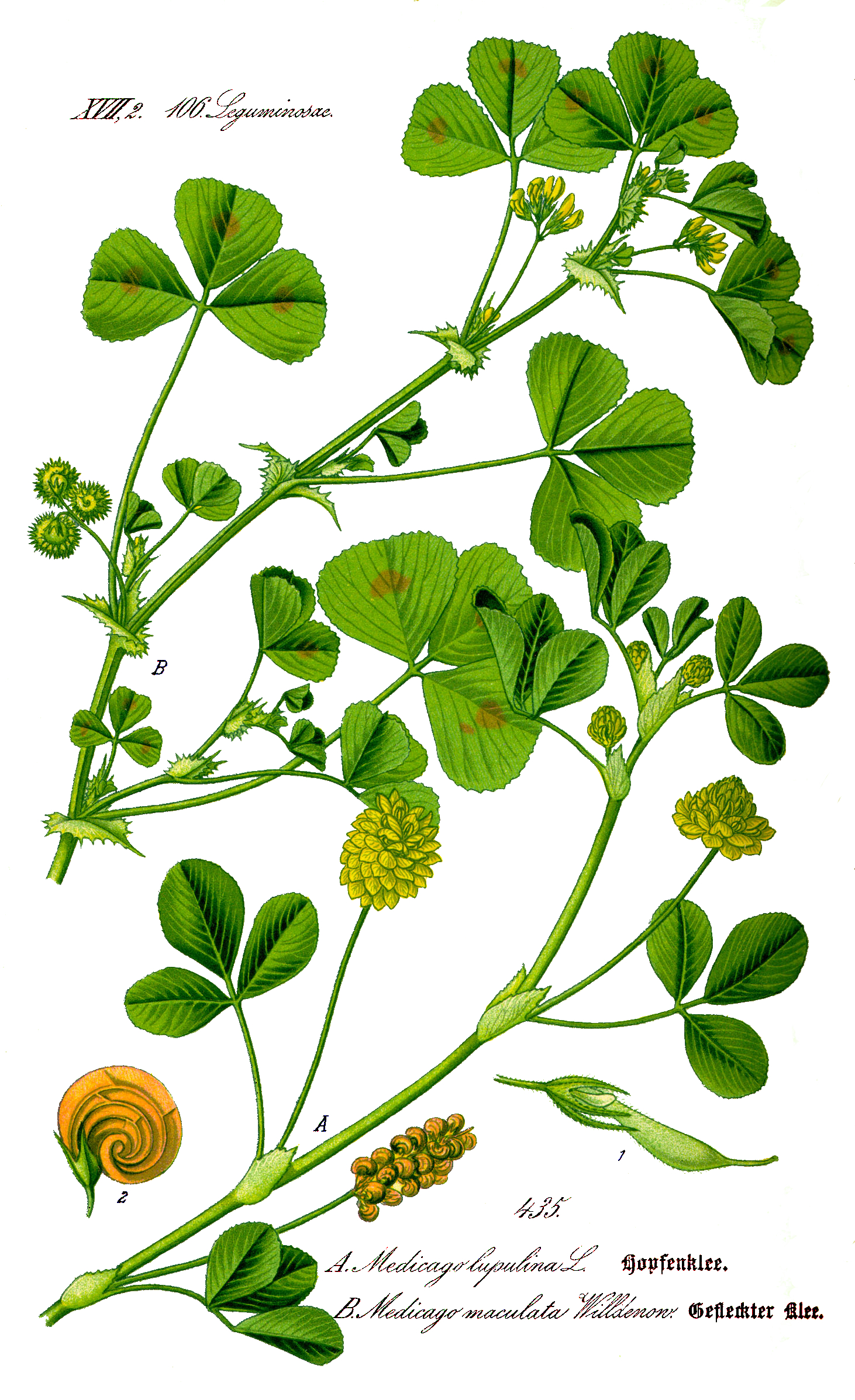
Ilustración

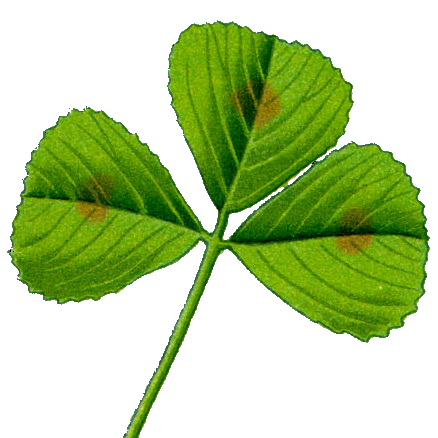
Ilustración de la hoja

## Descripción
Se la reconoce por una mancha oscura en cada uno de los folíolos de la hoja. Tiene las flores amarillas y los frutos en hélice, poco compacta, como en otras especies del género. 

## Hábitat
Tiene una distribución holártica. Florece en primavera. Su forma vital es el terófito. El hábitat son zonas herbáceas y húmedas; a menudo postrada en el suelo. Se la siembra para cultivo; y en márgenes de caminos. 
Esta sp. fue introducida a América en el siglo XIX.

## Taxonomía
Medicago arabica fue descrita por (L.) Huds. y publicado en Flora Anglica 288. 1762.
Etimología
Medicago: nombre genérico que deriva del término latíno medica, a su vez del griego antiguo: μηδική (πόα) medes que significa "hierba".
arabica: epíteto geográfico que alude a su localización en Arabia.
Sinonimia
Medicago cordata Desr.

Medicago maculata Willd.

Medicago maculata Sibth.

Medicago polymorpha var. arabica L.

## Nombre común
- Castellano: carretón, mielga pintada, trébol carretón, trébol silvestre.[4]